# Ралларвеген
Ралларвеген — дорога, построенная во время строительства железной дороги Осло — Берген в Норвегии. Она проходит от станции Хёугастёль, через Финсе и Мюрдаль, до станции Флом. Большая часть дороги проходит на высоте более 1000 метров над уровнем моря, среди горной тундры.
Дорога названа в честь rallar, железнодорожных строителей.
Дорога популярна среди велосипедистов Более 20000 велосипедистов проезжают по этой дороге за год. Причиной популярности является то, что в оба конечных пункта легко попасть по железной дороге, сама дорога имеет качественное покрытие, а также живописные окрестности.